# Zuunvallei
De Zuunvallei is een natuurgebied in de Belgische plaats Sint-Pieters-Leeuw. Het natuurgebied wordt beheerd door Natuurpunt Leeuwse Natuurvrienden en bedraagt een oppervlakte van 17,5 hectare. De Zuunvallei bestaat uit vier natuurgebieden: Oude Zuun, Volsembroek, Baesberg en De Weyden. In 2017 is de Zuunbeek volledig heringericht en ook de oorspronkelijke loop is hersteld. Delen ervan worden Europees beschermd als onderdeel van Natura 2000-habitatrichtlijngebied 'Hallerbos en nabije boscomplexen met brongebieden en heiden'.

## Oude Zuun
De Oude Zuun is gelegen langs de Zuunbeek en bevat vochtige weide, hooilanden en een herstelde hoogstamboomgaard. Plantengroei van diverse hooi- en weidebiotopen is hier te vinden, voorbeelden zijn: slanke sleutelbloem, dotterbloem, echte koekoeksbloem, reukgras, kruipend zenegroen, ratelaar, moerasspirea, moesdistel, engelwortel enwatermunt. Ook komen meer dan 22 dagvlindersoorten voor in het gebied waaronder de sleedoornpage, het oranjetipje en het oranje zandoogje. Daarnaast vliegen ongeveer 65 vogels in de Oude Zuun waaronder de bosrietzanger en de grasmus. De steenuil komt hier nog veel voor, er werden daarom verschillende steenuilenkasten opgehangen in het natuurgebied.
Het gebied is te bereiken via de wandelwegen (rode grindweg langs de Zuunbeek, en door de weide langs de linkeroever van de beek door de herstelde hoogstamboomgaard.
In 2017 is de Zuunbeek volledig heringericht.

## Volsembroek
Volsembroek is gelegen aan de linkeroever van de Zuunbeek, stroomopwaarts van de wachtkom van Volsem. Grote delen van het gebied staan in de winter blank. Het terrein wordt extensief begraasd in het zomerhalfjaar door een kleine kudde galloways (Schotse hooglandrunderen). De zeggekragen en slikvelden lokken veel trekvogels, zoals de watersnip, bosruiter, oeverloper, het witgatje, groenpootruiter, bergeend, krakeend, wintertaling en de kleine karekiet. Onder de broedvogels vinden we de meerkoet en het waterhoen, maar ook de slobeend, de kuifeend en de Canadese gans. In een klein kwelmoeras staan dotterbloemen, lisdodde en moerasspirea's.
Een wandelweg loopt doorheen een deel van het gebied begraasd door de galloways. Een kijkwand met vrij zicht op het moeras is vrij toegankelijk.

## Baesberg
Natuurgebied Baesberg ligt nabij de Hoogstraat en de Brabantse baan ter hoogte van Hazeveld. Het bestaat voor meer dan de helft uit bos. De rest zijn 2 aanpalende weiden omzoomd met begroeide taluds. Het bos werd in de jaren 90 gekapt en nadien aan zijn lot overgelaten. Omdat dit gebied reeds op de kaart van Ferraris een bosgebied is, groeien er oude bosplanten zoals bosanemoon, slanke sleutelbloem, muskuskruid, keverorchis en Eenbes. De Baesberg is tevens een actief brongebied met tufsteen-vorming. De bronnetjes monden uit in de kleine vallei van de Beisbeek, een zijtak van de Zuunbeek.
De naam Baesberg verraadt natuurlijk ook veel over het reliëf. Een echte berg is het niet, maar het ganse terrein ligt wel op een helling. Een hoogteverschil van meer dan 10 meter (op minder dan 100 meter afstand) is naar Pajottenlandse normen zeer steil. Dat reliëf ontstond in de ijstijd en het gebied is dus geologisch een zeer interessant relict. De helling is op het zuiden gericht waardoor heel wat warmte-minnende planten en dieren, zoals vlinders, er een geschikt leefgebied kunnen vinden. Aan de voet van de helling ligt een klein brongebied.
Een wandelweg loopt langs een van de twee weilanden, namelijk een kerkweg tussen Brabantse baan en Hemelrijkstraat. Deze kerkweg start op de Brabantste baan ongeveer ter hoogte van Hazeveld.

## De Weyden
De Weyden is gelegen langs de Oudenakenstraat, ongeveer 750 meter vanaf de Brabantse baan. De vochtige weide bevat typische plantengroei van diverse hooi- en weidebiotopen, zoals slanke sleutelbloem, dotterbloem en echte koekoeksbloem. Het perceel grenst aan de Oudenakenstraat.

## Galerij

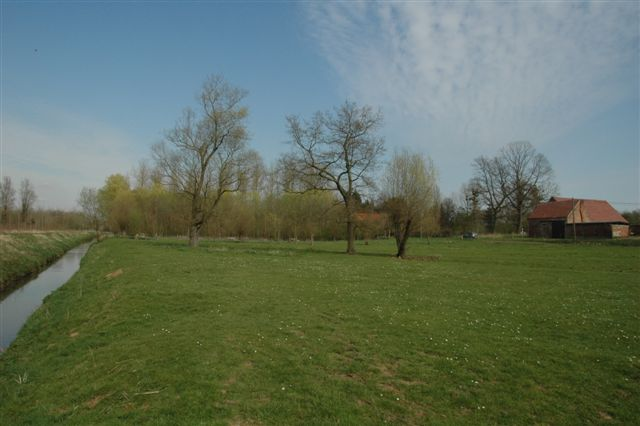
De Weyden.
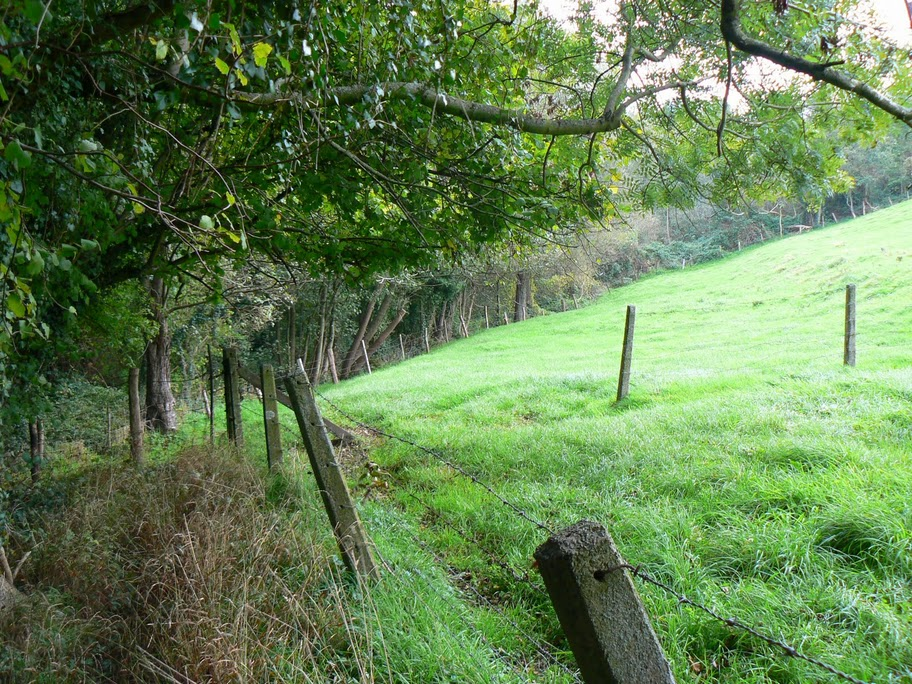
Hellingsweide in Baesberg.
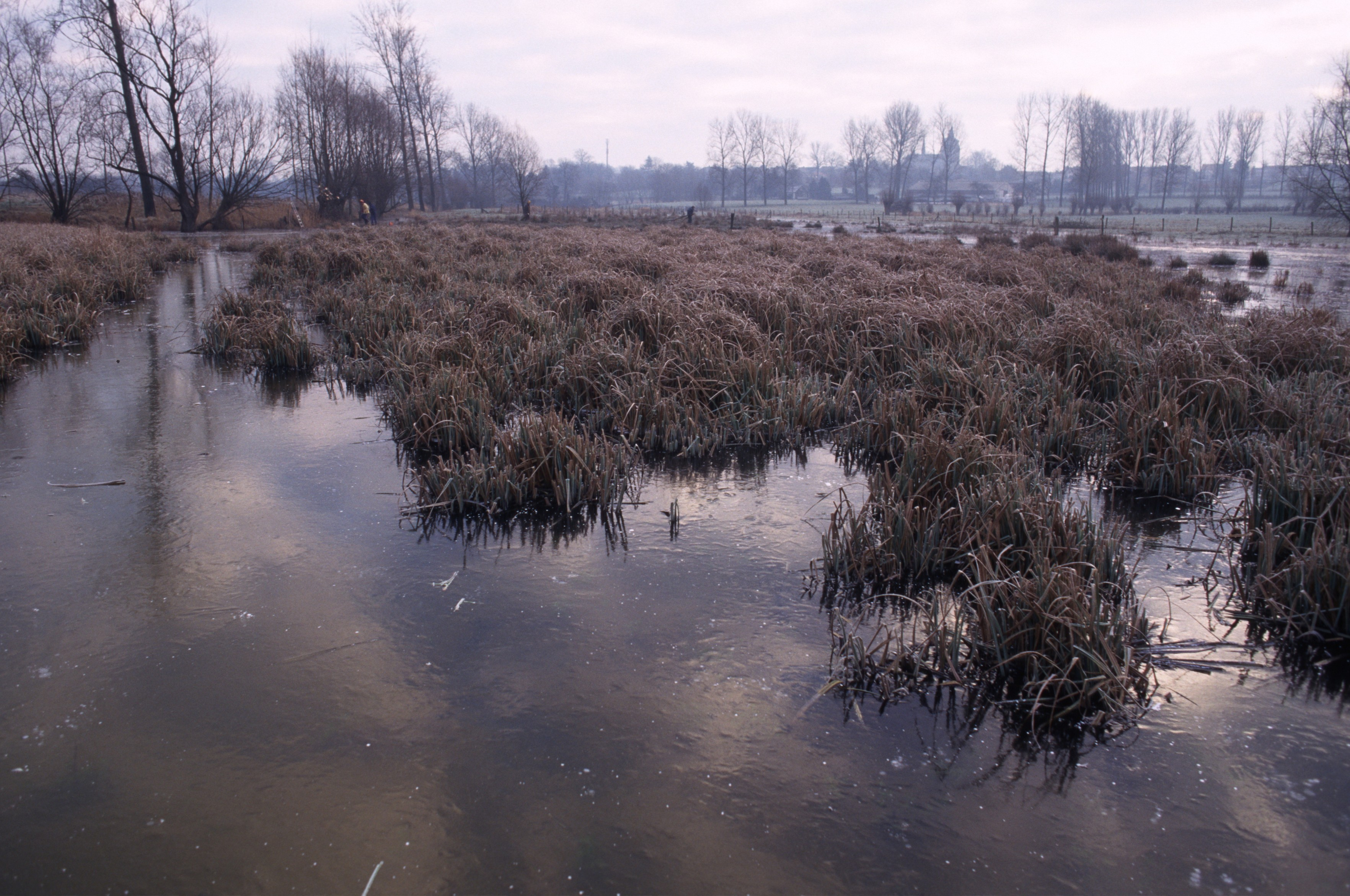
Volsembroek in de winter.